# Schwestern der Nächstenliebe

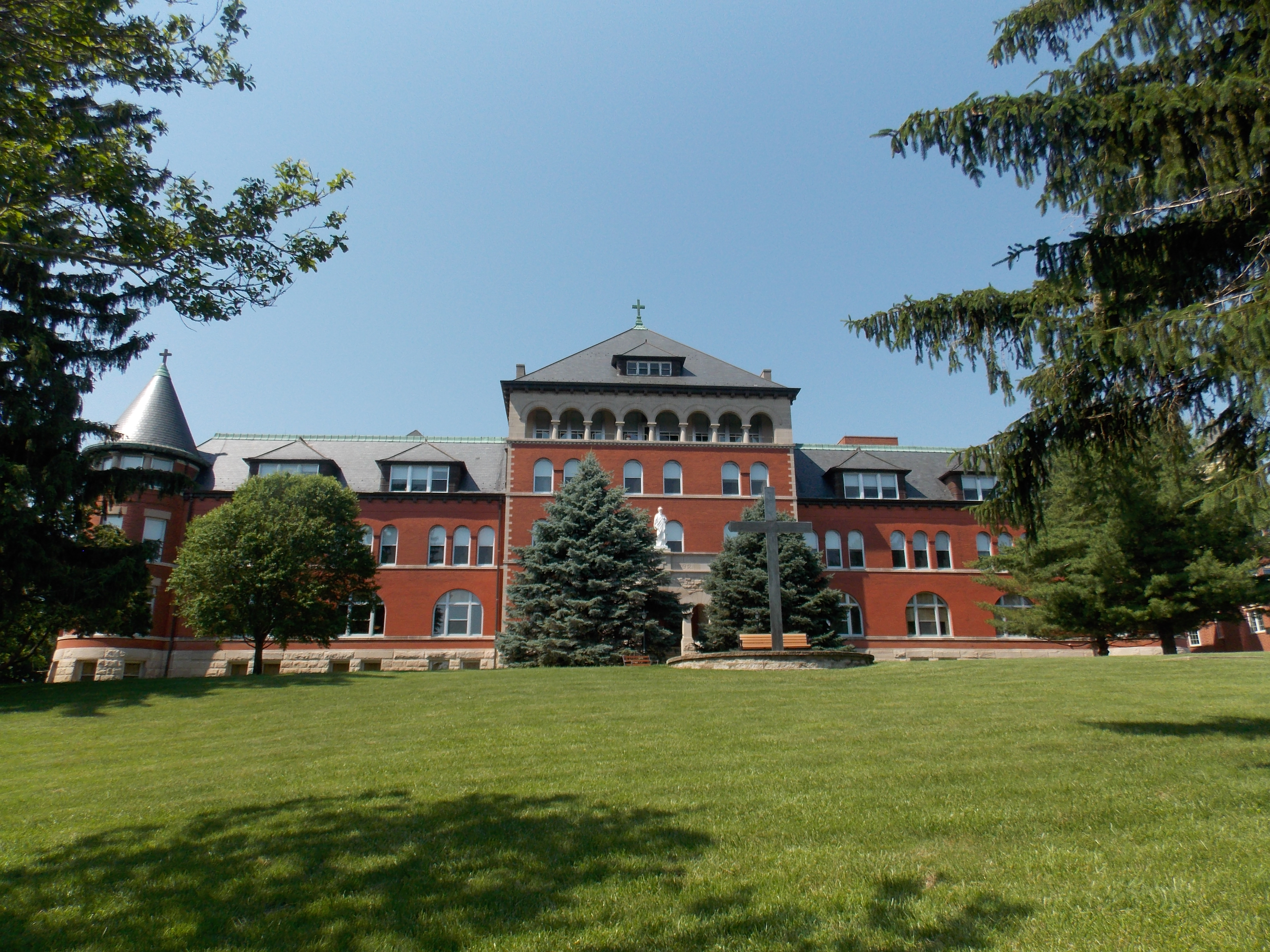
Mutterhaus der Sisters of Charity of the Blessed Virgin Mary

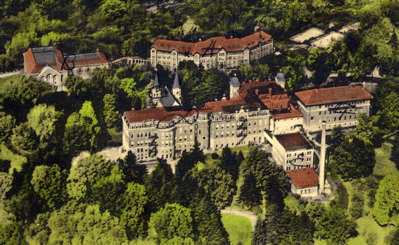
Clarke College (1984; Postkarte)

Die Schwestern der Nächstenliebe der Heiligen Jungfrau Maria, eigentlich Sisters of Charity of the Blessed Virgin Mary (lateinisch Congregatio Sororum a Caritate Beatae Mariae Vergini, kurz BVM) ist eine römisch-katholische Ordensgemeinschaft mit Sitz in Dubuque (Iowa). Der Orden ist als Schwestern der Nächstenliebe bekannt.
Der Frauenorden wurde am 1. November 1833 in Philadelphia, Vereinigte Staaten, von der irischen Franziskanerin Mary Frances Clarke gegründet und vom Bischof von Philadelphia, Francis Patrick Kenrick, als religiöse Gemeinschaft des Diözesanrechts anerkannt. 1843 verlegten die Nonnen mit Erlaubnis von Bischof Mathias Loras das Mutterhaus nach Dubuque (Iowa) in das Bistum Dubuque. Papst Pius IX. erhöhte das Institut durch das Dekret Decretum laudis vom 21. Februar 1877 zu einer religiösen Gemeinschaft mit päpstlichem Recht.
1928 entstand das Clarke College und 2010 die heutige Clarke University. Vorläufer war die 1843 durch Schwester Mary Frances Clarke gegründete St. Mary's Female Academy, ab 1881 Mount St. Joseph Academy and College.
Die Ordensgemeinschaft engagiert sich in der christlichen Erziehung und Ausbildung der Jugend, vor allem in den Vereinigten Staaten, Ecuador und Ghana. Zum 31. Dezember 2008 hatte die Gemeinschaft 557 Ordensschwestern in 232 Häusern. Bekannte Ordensangehörige sind unter anderem Mary Kenneth Keller und Anne Carr.